# Джованна II
Джованна II (Иоанна II) Неаполитанская (итал. Giovanna II di Napoli; 25 июня 1373, Задар — 2 февраля 1435, Неаполь) — королева Неаполя в 1414—1435 годах.

## Биография
Дочь Карла III из линии Дураццо Анжу-Сицилийской династии, наследовала престол после своего брата Владислава в возрасте 41 года.
Первый муж — Вильгельм (герцог Австрии), умерший в 1406 году.
В 1415 году вступила в брак с графом Жаком II де Бурбон, который вскоре её покинул и вернулся на родину.
Людовик III Анжуйский, герцог Анжуйский, опираясь на завещание Джованны I (которым Неаполитанское королевство предоставлялось деду его, Людовику I), попытался захватить Неаполь. Джованна призвала Альфонса V Арагонского, усыновила его и объявила своим наследником в 1421 году.
Альфонс V приступил к восстановлению порядка в расшатанном государстве; но когда он заключил под стражу любовника королевы, Караччиолли, Джованна из мести признала в 1423 году наследником Людовика III Анжуйского и с его помощью удержала правление. После смерти Людовика она назначила наследником его брата Рене Доброго.
С Джоанной угас королевский неаполитанский дом, основанный Карлом I Анжуйским.